# 希任齊 (文尼察區)
49°10′20″N 28°34′2″E / 49.17222°N 28.56722°E

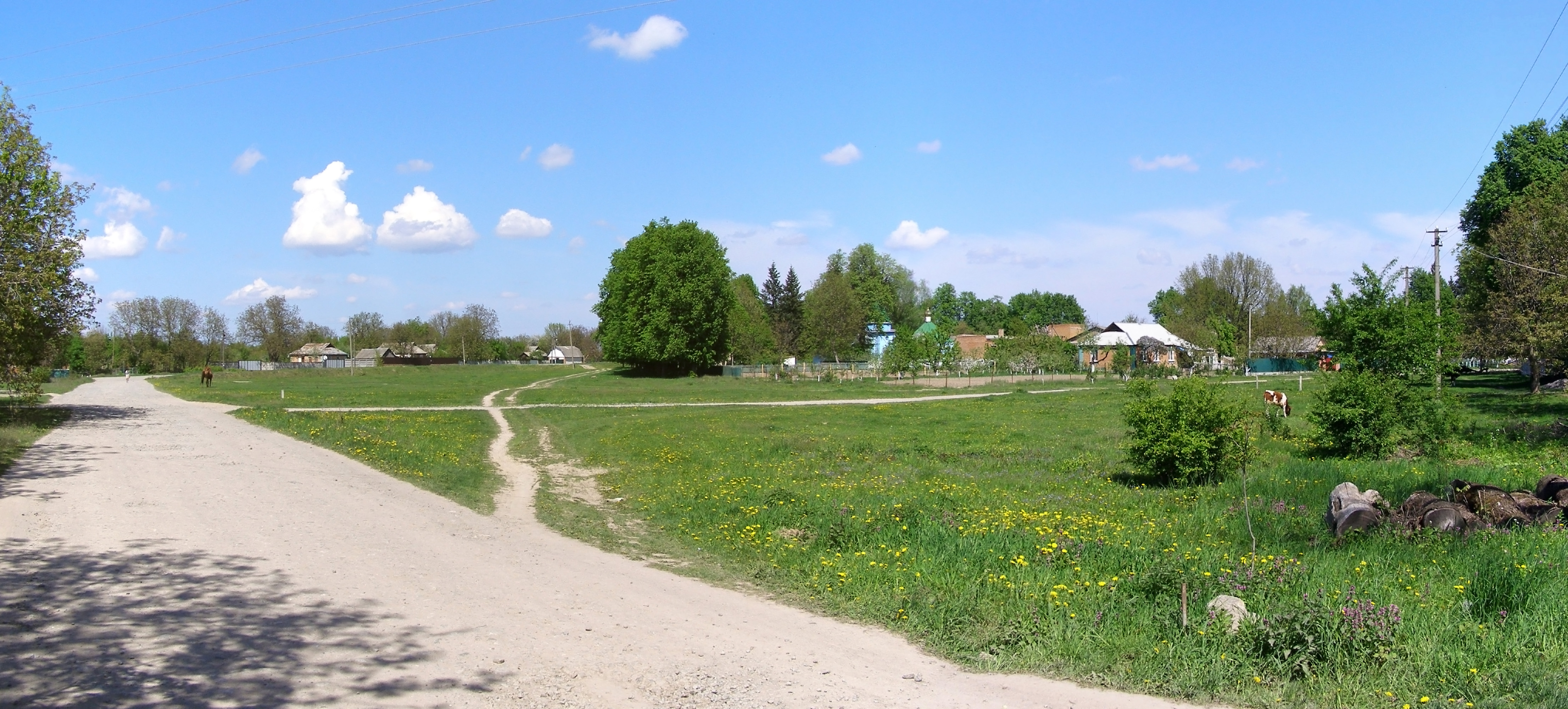

希任齊（烏克蘭語：Хижинці），是烏克蘭的村落，位於該國西南部文尼察州，由文尼察區負責管轄，始建於十七世紀，面積1.89平方公里，海拔高度328米，2001年人口1,249，人口密度每平方公里659.8人。